# ブイン (チリ)
ブイン (西: Buin) は、チリのコミューン及び都市。首都州の南に位置し、マイポ県に属している。

## 人口統計
国立統計研究所の2002年の国勢調査によると、ブインは214.1 km2の面積に、63,419人 (男性31,440人、女性31,979人) が居住している。53,506人 (84.4%) が都市部に、9,913人 (15.6%) が農村部に住んでいる。人口は1992年から2002年の国勢調査の間に20.1% (10,627人) 増加した。

## 出身者
- クラウディオ・ブラーボ - サッカー選手
- マウリシオ・イスラ - サッカー選手| 執筆の途中です | この項目は、チリに関連した書きかけの項目です。この項目を加筆・訂正などしてくださる協力者を求めています（ウィキプロジェクト 国）。 |  - 表示
  - 編集